# Willy Ronis
Willy Ronis (París, Francia, el 14 de agosto de 1910 - París, 12 de septiembre de 2009) fue un fotógrafo francés quien retrató en vida la posguerra en París y Provenza.

## Infancia
El padre de Ronis fue un refugiado judío en Odesa, que abrió un estudio de fotografía en Montmartre y su madre era una refugiada de Lituania que impartía clases de piano. La primera inquietud de Ronis se encaminó hacia la música, soñando con ser compositor.   Volviendo del servicio militar en 1932, sus clases de violín tuvieron que pararse porque su padre padecía un cáncer que hizo que Ronis tuviera que hacerse cargo del negocio familiar.

## Carrera de fotógrafo
Los trabajos de los fotógrafos, Alfred Stieglitz y Ansel Adams inspiraron a Ronis para empezar a explorar el mundo de la fotografía. Cuando su padre murió, en 1949, Ronis cerró el estudio y se unió a la agencia Rapho, con Ergy Landau, Brassaï, y Robert Doisneau con el que participaba en el Grupo fotográfico Les XV.
Ronis se convirtió en el primer fotógrafo francés en trabajar para la revista LIFE. En 1953, Edward Steichen incluyó a Ronis, Henri Cartier-Bresson, Doisneau, Izis, y Brassaï en una exposición en el Museo de Arte Moderno, el MoMA titulada Five French Photographers (Cinco fotógrafos franceses). En 1955, Ronis fue incluido en la exposición The Family of Man (La Familia de los Hombres). La Bienal de Venecia premió a Ronis con la medalla de oro en 1957. Ronis comenzó a enseñar en los 50, y llegó a dar lecciones en la Escuela de Bellas Artes de Aviñón, Aix-en-Provence y Saint Charles, Marsella. En 1979 Ronis fue galardonado con el Gran Premio de las Artes y las Letras en Fotografía por el ministro de Cultura.
La esposa de Ronis, Anne Marie fue la modelo de su famosa foto de 1949, Desnudo Provenzal. La foto, mostrando a Anne Marie lavándose en un lavabo con una jarra en el suelo y una ventana abierta desde la que el espectador puede ver el jardín, denota su habilidad para transportarnos las sensaciones de la vida provenzal.
Más tarde, Ronis fotografiaría a Anne Marie sufriendo el mal de Alzheimer, sentada sola en una sala del hospital. Anne Marie murió en 1991.
Ronis vivió y trabajó en París donde falleció el 12 de septiembre de 2009 a los 99 años de edad. Aunque dejó la fotografía en 2001, cuando comenzó a necesitar un bastón para moverse, lo que le dificultó desplazarse con la cámara, terminó su vida redactando libros para la compañía de publicidad Taschen.